# Druga legislatura Italijanske republike
Druga legislatura Italijanske republike je bilo obdobje rednega zasedanja parlamenta Italijanske republike med 25. junijem 1953 in 11. junijem 1958. V tem času je parlament izvršil 738 zasedanj, parlamentarne komisije pa 2455 zasedanj, od katerih 1279 zakonodajnih. 
Arhiv zapisnikov in obnov zasedanj obsega 135.000 strani, ki so dostopne javnosti tudi v spletni obliki.

## Vlade
Druga legislatura je bila med najdaljšimi v zgodovini republike, saj je trajala 1813 dni. V tem obdobju so si sledile sledeče vlade:
- De Gasperi VIII. (16.7.1953 - 2.8.1953): predsednik Alcide De Gasperi; notranji minister Amintore Fanfani; zunanji minister A. De Gasperi;
- Pella (17.8.1953 – 12.1.1954): predsednik Giuseppe Pella, notranji minister A. Fanfani; zunanji minister G. Pella;
- Fanfani I. (18.1.1954 – 8.2.1954): predsednik A.Fanfani; notranji minister Giulio Andreotti; zunanji minister Attilio Piccioni.
- Scelba (10.2.1954 – 2.7.1955): predsednik Mario Scelba; notranji minister M. Scelba; zunanji minister A. Piccioni, nato Gaetano Martino.
- Segni I. (6.7.1955 – 15.5.1957): predsednik Antonio Segni; notranji minister Fernando Tambroni; zunanji minister G. Martino.
- Zoli (19.5.1957 – 1.7.1958): predsednik Adone Zoli; notranji minister F. Tambroni; zunanji minister G. Pella.

## Predsednik poslanske zbornice
- Giovanni Gronchi, DC
  - 25. junij 1953 – 29. april 1955
- Giovanni Leone, DC
  - 10. maj 1955 11. junij 1958

## Predsednik senata
- Cesare Merzagora, DC
  - 25. junij 1953 – 11. junij 1958
- Giovanni Gronchi, DC
  - 25. junij 1953 – 29. april 1955
- Giovanni Leone, DC
  - 10. maj 1955 11. junij 1958
- Cesare Merzagora, DC
  - 25. junij 1953 – 11. junij 1958